# Disperato addio
Disperato addio è un film italiano del 1955 diretto da Lionello De Felice, tratto dal romanzo Vita di chirurgo di Andrea Majocchi.

## Trama
Roma. Due giovani amici, chirurghi del "Santo Spirito", si contendono l'amore della bella infermiera Luisa. Riesce a sposarla il brillante Andrea, prevalendo sul timido Maurizio.
Luisa, abbandonato il lavoro, si imborghesisce, allentando il contatto con Andrea che la tradisce. Scoperto il misfatto, Luisa ha un improvviso attacco di appendicite e viene ricoverata nella clinica privata dove il marito nel frattempo è divenuto una star. Emozionato dal dover operare sua moglie, Andrea chiede all'amico Maurizio, suo assistente, di eseguire l'intervento. Durante l'anestesia Luisa, intontita dal farmaco, pronuncia frasi sconnesse. Andrea, geloso, crede di trovare in quelle frasi la prova di un tradimento in realtà mai avvenuto, rifiutando tutte le successive spiegazioni sia di Maurizio che della moglie, che viene ripudiata. Luisa scopre poi di aspettare un bambino e per tenerlo nascosto al marito torna ad Arezzo, sua città natale, da una vecchia zia. Rifiutando gli aiuti economici che Andrea le mandava, riprende in modo precario il suo vecchio lavoro di infermiera, crescendo il piccolo Giorgio nato nel frattempo. Un bravo medico aretino, con cui Luisa collaborava, le diagnostica un tumore al cervello e avverte Maurizio, che licenziato da Andrea era rientrato al Santo Spirito. Tornata a Roma, convinta di essere alla fine, lascia il bambino all'ambulatorio di Andrea prima del suo arrivo, con una lettera di spiegazioni, e si avvia verso la ferrovia per gettarsi sotto al treno. Salvata in extremis, viene condotta al Santo Spirito dove Maurizio, ancora innamorato, non se la sente di operarla e chiama Andrea, neurochirurgo, l'unico in grado di salvarla. Insieme ce la faranno. 

## Produzione
Il film è ascrivibile al filone del melodramma strappalacrime, allora molto in voga tra il pubblico italiano, in seguito ribattezzato dalla critica con il termine neorealismo d'appendice.

## Distribuzione
Il film venne distribuito nel circuito cinematografico italiano il 6 settembre del 1955.
Venne in seguito distribuito anche in Francia, il 3 giugno del 1957, con il titolo La mère et l'enfant.
Ebbe distribuzione anche nei mercati anglofoni con il titolo Desperate Farewell.